# Euphemia Elphinstone
Euphemia Elphinstone, död efter 1540, var en skotsk adelskvinna. Hon är känd som mätress under 1530-talet till kung Jakob V av Skottland, med vilken hon fick en son, Robert Stewart, 1:e earl av Orkney.